# Військові нагороди України
Військові нагороди України — нагороди Начальника Генерального штабу Збройних Сил України та нагороди Міністерства оборони України.

## Відзнаки Міністерства оборони України
| \| Стрічка/Назва \| \| ------------------------------------------------------------------- \| \| Відзнаки Міністерства оборони України \| \| Вогнепальна зброя Пістолет, револьвер, мисливська вогнепальна зброя \| \| Холодна зброя Шабля, палаш, кортик \| \| Нагрудний знак «За військову доблесть» \| \| Нагрудний знак «Знак пошани» \| \| Нагрудний знак «За зразкову службу» \| \| Медаль «Захиснику України» \| \| Медаль «За поранення» \| \| Медалі за сумлінну службу \| \| Медаль «Ветеран служби» \| \| Медаль «20 років сумлінної служби» \| \| Медаль «15 років сумлінної служби» \| \| Медаль «10 років сумлінної служби» \| \| Пам'ятний знак \| \| Пам'ятний знак «За воїнську доблесть» \| |
| Стрічка/Назва |
| Відзнаки Міністерства оборони України |
| Вогнепальна зброя Пістолет, револьвер, мисливська вогнепальна зброя |
| Холодна зброя Шабля, палаш, кортик |
| Нагрудний знак «За військову доблесть» |
| Нагрудний знак «Знак пошани» |
| Нагрудний знак «За зразкову службу» |
| Медаль «Захиснику України» |
| Медаль «За поранення» |
| Медалі за сумлінну службу |
| Медаль «Ветеран служби» |
| Медаль «20 років сумлінної служби» |
| Медаль «15 років сумлінної служби» |
| Медаль «10 років сумлінної служби» |
| Пам'ятний знак |
| Пам'ятний знак «За воїнську доблесть» |

| Стрічка/Назва                                                             |
| ------------------------------------------------------------------------- |
| Відзнаки Начальника Генерального Штабу                                    |
| Нагрудний знак «Слава і честь»                                            |
| Нагрудний знак «За доблесну військову службу Батьківщині»                 |
| Нагрудний знак «За заслуги у ліквідації наслідків надзвичайної ситуації»  |
| Нагрудний знак «За самовіддану працю у Збройних Силах України»            |
| Пам'ятний нагрудний знак «Почесний військовий зв'язківець»                |
| Пам'ятний нагрудний знак «Учасник військових навчань»                     |
| Пам'ятний нагрудний знак «Кращий сержант (старшина) Збройних Сил України» |
| Нагрудний знак «За заслуги перед Збройними Силами України»                |
| АТО                                                                       |
| Нагрудний знак «Учасник АТО»                                              |
| За досягнення у військовій службі                                         |
| Нагрудний знак «За досягнення у військовій службі»                        |
| Нагрудний знак «За досягнення у військовій службі»                        |
| За взірцевість у військовій службі                                        |
| Нагрудний знак «За взірцевість у військовій службі»                       |
| Нагрудний знак «За взірцевість у військовій службі»                       |
| Нагрудний знак «За взірцевість у військовій службі»                       |

## Почесні нагрудні знаки командувачів видів ЗСУ
| Стрічка/Назва                                                                      |
| ---------------------------------------------------------------------------------- |
| Почесні нагрудні знаки командувачів видів ЗСУ                                      |
| За службу                                                                          |
| Почесний десантник                                                                 |
| За відмінну службу в аеромобільних військах Сухопутних військ Збройних Сил України |

## Нагороди Національної гвардії
Шаблон:Є сьогодні

## Див також
- Нагрудні знаки військової доблесті